# Tom Hupke
Thomas George „Tom“ Hupke (* 28. Dezember 1910 in East Chicago, Indiana; † 7. September 1959 in Detroit, Michigan) war ein US-amerikanischer American-Football-Spieler. Er spielte in der National Football League (NFL) bei den Detroit Lions und den Cleveland Rams.

## Laufbahn
Tom Hupke studierte von 1931 bis 1933 an der University of Alabama. Dort war er auch als American-Football-Spieler aktiv. Wie damals üblich spielte Hupke sowohl in der Offense, als auch in der Defense seiner Mannschaft, fand aber überwiegend Einsatzzeit als Guard. Im Jahr 1933 gewann er mit seiner Mannschaft die SEC Meisterschaft. In diesem Jahr wurde Tom Hupke zum All-American gewählt. Sein College zeichnete ihn aufgrund seiner sportlichen Leistungen in allen drei Studienjahren aus.
Im Jahr 1934 wurde Hupke von den Detroit Lions verpflichtet. Hupke wurde neben Ox Emerson als Guard in der Offense der Lions eingesetzt und hatte in dieser Position den eigenen Blocking Back zu schützen und dem Runningback den Weg in die gegnerische Endzone frei zu blocken. Tailback der Mannschaft war das spätere Mitglied in der Pro Football Hall of Fame Dutch Clark, der sich durch die Leistungen der eigenen Offensive Line immer wieder in Szene setzen konnte. 1935 konnte Hupke mit seiner Mannschaft in das NFL-Meisterschaftsspiel einziehen. Gegner in dem Spiel waren die New York Giants, die mit 26:7 geschlagen werden konnten. 1938 wechselte Hupke zu den Cleveland Rams und beendete nach der Saison 1939 seine Laufbahn. Während des Zweiten Weltkriegs diente er in der United States Navy. Er starb nach langer Krankheit in Detroit.